# Kretheus (Sohn des Aiolos)
Kretheus (altgriechisch Κρηθεύς Krētheús) war in der griechischen Mythologie der Gründer und König von Iolkos. Er war einer der acht Söhne Aiolos’, des Stammvaters der Aioler, Enkel des ersten Hellenen, Hellen, Bruder Sisyphos’, Athamas’ und unter anderem Deions, vermählt mit seiner Nichte Tyro, einer Tochter seines Bruders Salmoneus, die ihm die Zwillingssöhne Neleus und Pelias, beide aus einer Affäre mit Poseidon entsprungen, mit in die Ehe brachte. Er selbst zeugte mit ihr unter anderem Aison von Iolkos. Somit war er der Großvater von Iason, dem Anführer der Argonauten.